# 西松山町 (瀬戸市)
西松山町（にしまつやまちょう）は、愛知県瀬戸市水南連区の町名。現行行政地名は西松山町1丁目から4丁目。

## 地理
- 瀬戸市の西部に位置する[8]。西を苗場町・山手町、北をさつき台、北から東を北松山町、南を東横山町・水南町と隣接している[8]。
- 標高120〜140mの丘陵地帯であったが、名鉄瀬戸線新瀬戸駅[注釈 2]に近く、急速に開発が進んだ[8]。
- 会社の寮やアパート・マンション・分譲住宅の多い新興住宅地[8]。

### 学区
市立小・中学校に通う場合、学区は以下の通りとなる。また、公立高等学校普通科に通う場合の学区は以下の通りとなる。
| 町丁・丁目    | 番・番地等 | 小学校             | 中学校             | 高等学校 |
| ------------- | ---------- | ------------------ | ------------------ | -------- |
| 西松山町1丁目 | 全域       | 瀬戸市立水南小学校 | 瀬戸市立南山中学校 | 尾張学区 |
| 西松山町2丁目 | 全域       | 瀬戸市立水南小学校 | 瀬戸市立南山中学校 | 尾張学区 |
| 西松山町3丁目 | 全域       | 瀬戸市立水南小学校 | 瀬戸市立南山中学校 | 尾張学区 |
| 西松山町4丁目 | 全域       | 瀬戸市立水南小学校 | 瀬戸市立南山中学校 | 尾張学区 |

## 歴史

### 町名の由来
昔、この辺りに大きな松山があったため、町名設定の際にこの松山の西側を西松山町と名付けたといわれる。

### 沿革
- 1957年（昭和32年）7月1日 - 瀬戸市大字上水野字安戸[注釈 3]の一部と同市大字中水野字横山の一部により、同市西松山町として成立[2]。
- 1984年（昭和59年）5月1日 - 1丁目から4丁目を設置[13]。町域の一部が上松山町・北松山町・東横山町・さつき台4丁目となり、3丁目に山手町の一部を編入する[13]。

## 世帯数と人口
2024年（令和6年）1月1日現在の世帯数と人口は以下の通りである。
| 町丁・丁目    | 世帯数  | 人口    |
| ------------- | ------- | ------- |
| 西松山町1丁目 | 158世帯 | 317人   |
| 西松山町2丁目 | 518世帯 | 1,169人 |
| 西松山町3丁目 | 123世帯 | 304人   |
| 西松山町4丁目 | 186世帯 | 394人   |
| 計            | 985世帯 | 2,184人 |

### 人口の変遷
国勢調査による人口の推移
| 1995年（平成7年）  | 1,676人 | [ 14 ] |  |
| 2000年（平成12年） | 2,507人 | [ 15 ] |  |
| 2005年（平成17年） | 2,363人 | [ 16 ] |  |
| 2010年（平成22年） | 2,278人 | [ 17 ] |  |
| 2015年（平成27年） | 2,167人 | [ 18 ] |  |
| 2020年（令和2年）  | 2,136人 | [ 19 ] |  |

### 世帯数の変遷
国勢調査による世帯数の推移。
| 1995年（平成7年）  | 564世帯 | [ 14 ] |  |
| 2000年（平成12年） | 883世帯 | [ 15 ] |  |
| 2005年（平成17年） | 858世帯 | [ 16 ] |  |
| 2010年（平成22年） | 861世帯 | [ 17 ] |  |
| 2015年（平成27年） | 855世帯 | [ 18 ] |  |
| 2020年（令和2年）  | 875世帯 | [ 19 ] |  |

## 交通

### 鉄道
町内に鉄道は走っていない。最寄り駅は、名鉄瀬戸線新瀬戸駅、愛知環状鉄道・愛知環状鉄道線瀬戸市駅になる。

### バス
名鉄バス「水野循環線」
- 【20】【21】【22】【23】陶生病院 - 瀬戸市民公園 - 中水野駅 - 水野団地 - 新瀬戸駅 - 陶生病院 系統

名鉄バス「みずの坂線」
- 【25】【26】陶生病院 - 新瀬戸駅 - 水野団地 - 北みずの坂 - 瀬戸北総合高校前 - 中水野駅 系統

以上の2路線6系統が走っているが、町内にバス停はない。最寄りのバス停は、松山町バス停・北松山町バス停・苗場町バス停・南山中学前バス停になる。

### 道路
町内に国道・県道は通っていない。

## 施設
- 月日三世之道真知岳本部 ： 宗教法人。
- 西松山町2丁目ちびっこ広場 ： 2丁目の北端部にある小さな公園。ブランコ・すべり台・鉄棒がある。
- 西松山町2丁目IIちびっこ広場 ： 2丁目の北部にある小さな公園。すべり台・鉄棒がある。
- 西松山町2丁目IIIちびっこ広場 ： 2丁目の中央部にある小さな公園。すべり台・スプリング遊具がある。
- 西松山町4丁目ちびっこ広場 ： 4丁目の北端部にある小さな公園。ブランコ・すべり台・鉄棒がある。
- 大橋運輸本社

- 月日三世之道真知岳本部
- 西松山町2丁目ちびっこ広場
- 西松山町2丁目IIちびっこ広場
- 西松山町2丁目IIIちびっこ広場
- 西松山町4丁目ちびっこ広場

## その他

### 日本郵便
- 郵便番号 : 489-0912[6]（集配局：瀬戸郵便局[20]）。